# Хусид, Хуан Хосе
Хуан Хосе Хусид (исп. Juan José Jusid; род. 28 сентября 1941) — аргентинский кинорежиссёр, сценарист, актёр.

## Биография
Хуан Хосе Хусид родился 28 сентября 1941 года в Буэнос-Айресе (Аргентина). Начинал карьеру актёром, работал в мультипликации, кинооператором, режиссёром короткометражного кино. Режиссёром полнометражного кино стал работать с 1968 года. Наиболее известны его картины — мистическая драма «Под флагом» (исп. Bajo Bandera, 1997 год) и «Аргентинец в Нью-Йорке» (исп. Un Argentino En Nueva York, 1998 год, кинематографический дебют Натальи Орейро).
С начала 2000-х годов активно работает на телевидении.

## Избранная фильмография
| Год  |   | Русское название               | Оригинальное название               | Роль                                                         |
| ---- | - | ------------------------------ | ----------------------------------- | ------------------------------------------------------------ |
| 1976 | ф | Не трогайте девочку            | No toquen a la nena                 | режиссёр                                                     |
| 1982 | ф | Сладкое серебро                | Plata dulce                         | режиссёр                                                     |
| 1984 | ф | Убийство в Аргентинском сенате | Asesinato en el senado de la nación | режиссёр                                                     |
| 1987 | ф | Сделано в Аргентине            | Made in Argentina                   | режиссёр, сценарист                                          |
| 1997 | ф | Под флагом                     | Bajo bandera                        | режиссёр, сценарист / «Серебряный кондор» за лучший сценарий |
| 1998 | ф | Аргентинка в Нью-Йорке         | Un argentino en New York            | режиссёр                                                     |
| 2000 | ф | Отец — мой кумир               | Papá es un ídolo                    | режиссёр                                                     |
| 2002 | ф | Страстно влюблённые            | Apasionados                         | режиссёр                                                     |